# Macrolobium conjunctum
Macrolobium conjunctum är en ärtväxtart som beskrevs av John Macqueen Cowan. Macrolobium conjunctum ingår i släktet Macrolobium och familjen ärtväxter. Inga underarter finns listade i Catalogue of Life.